# Lebanon (Pennsylvania)
Lebanon település az Amerikai Egyesült Államok Pennsylvania államában, Lebanon megyében, melynek megyeszékhelye is. Lakosainak száma 26 814 fő (2020. április 1.).

## Népesség
A település népességének változása:

| 2010 | 25 477 |
| 2020 | 26 814 |